# Peter Hecker (Politiker)
Peter Hecker (* 11. Juli 1899 in München; † 1989) war ein deutscher Kommunalpolitiker der CSU und langjähriger Landrat des oberbayerischen Landkreises München.

## Leben
Hecker war Sohn des Kinderarztes Rudolf Hecker. Von 1910 bis 1917 besuchte er das Theresiengymnasium in München, dann nahm er als Artillerist am Ersten Weltkrieg teil. Nach dem anschließenden Jura-Studium in München und Freiburg promovierte er in München und ließ sich als Anwalt nieder. Im Zweiten Weltkrieg stieg er bis zum Major auf und war Kommandeur einer Kraftfahrabteilung.
1945 wurde Hecker Gemeinderat in Grünwald, 1946 Kreistagsmitglied im Landkreis München und 1948 dessen Landrat. Von 1954 bis 1966 war er zudem ehrenamtlicher Präsident des Bezirkstags Oberbayern. Bei der Kommunalwahl 1970 trat er aus Altersgründen nicht mehr an.
Nach seiner Amtszeit als Landrat war er von 1972 bis 1979 Vorsitzender des damals für das Freilichtmuseum Glentleiten neugegründeten „Freundeskreis Freilichtmuseum Südbayern“ und danach dessen Ehrenvorsitzender.

## Ehrungen
- Großes Verdienstkreuz der Bundesrepublik Deutschland
- Bayerischer Verdienstorden
- Straßenbenennung in Grünwald